# Кёршо, Девон
Девон Кёршо (Кёшо) (англ. Devon Kershaw; род. 20 декабря 1982 года, Грейтер-Садбери, Онтарио) — бывший канадский лыжник, чемпион мира 2011 года в командном спринте (с Алексом Харви), победитель этапов Кубка мира, участник четырёх Олимпийских игр (2006, 2010, 2014, 2018) и семи чемпионатов мира. Универсал, выступал как в спринтерских, так и в дистанционных гонках.

## Карьера
В Кубке мира Кёршо дебютировал в 2004 году, в марте 2006 года первый раз попал в тройку лучших на этапе Кубка мира, в спринте. За карьеру одержал две победы на этапах Кубка мира, обе — в феврале 2012 года, одну в гонке на 15 км свободным стилем и одну в личном спринте свободным стилем. Лучшим достижением Кёршо в общем итоговом зачёте Кубка мира является второе место в сезоне 2011/12 (уступил швейцарцу Дарио Колонье).
На Олимпиаде-2006 в Турине показал следующие результаты: 15 км — 47-е место, спринт — 37-е место, эстафета — 11-е место, командный спринт — 11-е место.
На Олимпиаде-2010 в Ванкувере стартовал в пяти гонках: спринт — 23-е место, масс-старт 50 км — 5-е место, дуатлон 15+15 км — 16-е место, эстафета — 7-е место, командный спринт — 4-е место.
За свою карьеру принимал участие в семи чемпионатах мира (2003, 2005, 2007, 2009, 2011, 2013, 2017), где выиграл одну золотую медаль в командном спринте на чемпионате мира 2011 года (с Алексом Харви). Также был 4-м в командном спринте на чемпионате мира 2013 года.
Свою профессиональную спортивную карьеру Девон завершил весной 2018 года.
Использовал лыжи производства фирмы Fischer, ботинки и крепления Salomon.

## Личная жизнь
С июля 2015 года женат на олимпийской чемпионке по лыжным гонкам норвежке Кристин Стёрмер Стейре (род. 1981), с которой встречался с 2012 года. У пары есть дочь, которая родилась в декабре 2017 года.

## Жизнь после спорта
На чемпионате мира 2019 года проходившем в австрийском Зефельде Кершоу выступал в качестве эксперта по лыжным гонкам телеканала «Евроспорт».